# Ophryotrocha mediterranea
Ophryotrocha mediterranea é uma espécie de anelídeo pertencente à família Dorvilleidae.
A autoridade científica da espécie é Martin, Abello & Cartes, tendo sido descrita no ano de 1991.
Trata-se de uma espécie presente no território português, incluindo a sua zona económica exclusiva.